# Pilani

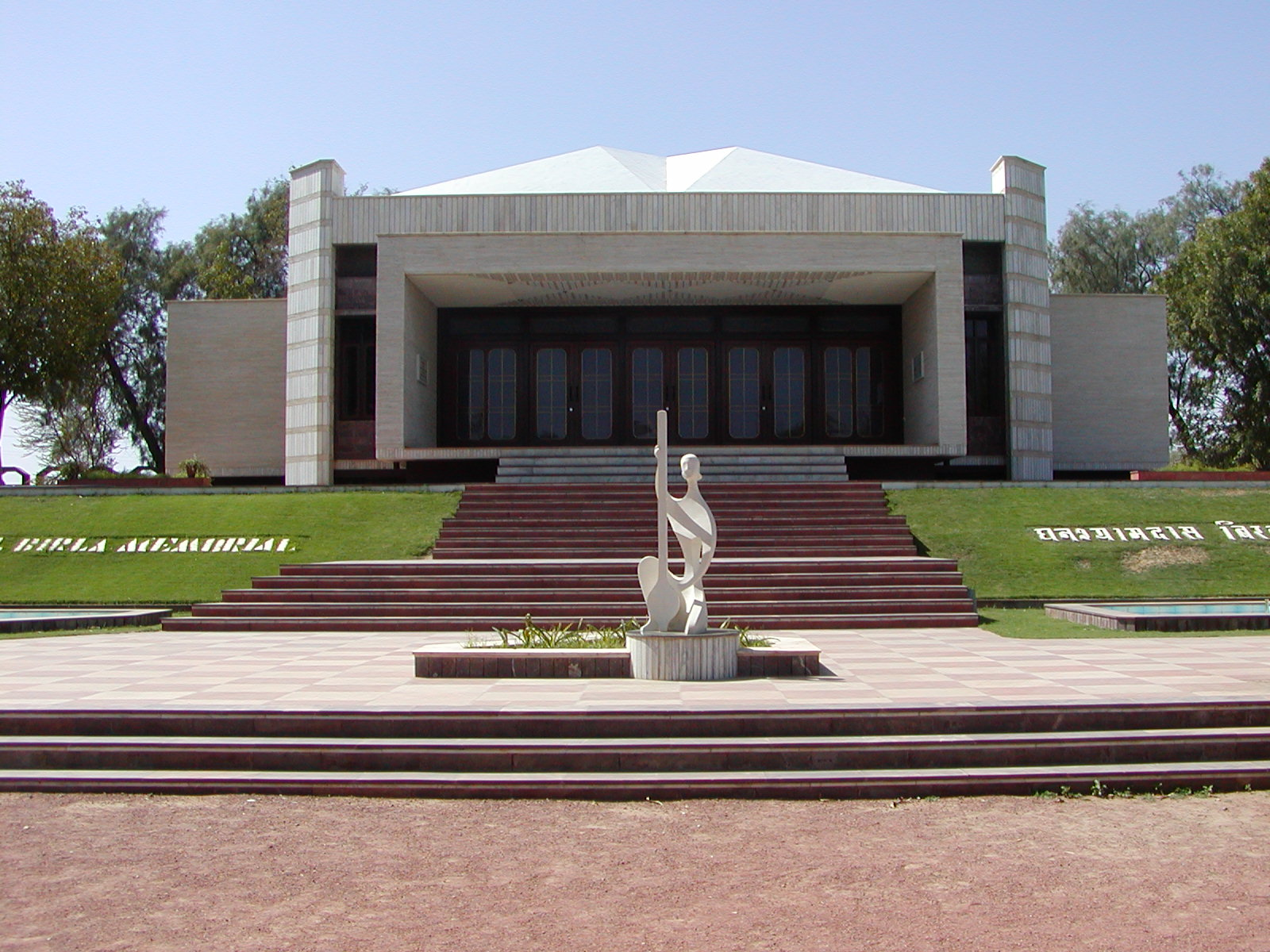
Museum i Pilani.

Pilani är en stad i distriktet Jhunjhunu i den indiska delstaten Rajasthan. Befolkningen uppgick till 29 741 invånare vid folkräkningen 2011. Tillsammans med grannstaden Vidyavihar hade storstadsområdet 45 385 invånare vid samma tidpunkt. G.D. Birla föddes här, och grundade Birla Institute of Technology and Science, ett betydande tekniskt institut som fortfarande existerar.